# Edward Windsor
Edward George Nicholas Paul Patrick Windsor (Londen, Verenigd Koninkrijk, 9 oktober 1935), hertog van Kent, is de oudste zoon van prins George van Kent, hertog van Kent, en prinses Marina van Griekenland en Denemarken. Edward heeft carrière gemaakt in het leger en vertegenwoordigde zijn nicht, koningin Elizabeth, regelmatig tijdens officiële gelegenheden.

## Jeugd
Edward werd geboren op Belgrave Square 3 in Londen. Via zijn ouders stamt Edward af van koning George I van Griekenland, tsaar Alexander II van Rusland en koning George V van het Verenigd Koninkrijk. Als kleinzoon in mannelijke lijn van koning George V kreeg Edward bij zijn geboorte de titel “Zijne Koninklijke Hoogheid Prins Edward van het Verenigd Koninkrijk van Groot-Brittannië en Noord-Ierland”.
Hij ging eerst naar de Ludgrove Preparatory School in Berkshire, voordat hij les kreeg aan Eton College en vervolgens aan Le Rosey in Zwitserland. Na deze scholen trad Edward toe tot de Koninklijke Militaire Academie Sandhurst, waar hij bekendstond om zijn goede kennis van buitenlandse talen. In 1955 verliet Edward Sandhurst met de rang van tweede luitenant.
Op 25 augustus 1942 stierf zijn vader bij een vliegtuigongeluk in de buurt van Caithness, Schotland. Daardoor kreeg Edward al als jongen van zes de titels van zijn vader: “Hertog van Kent”, “Graaf van St. Andrews” en “Baron Downpatrick”. Later nam hij plaats in het House of Lords. Edward moest door de dood van zijn vader op vrij jonge leeftijd koninklijke verplichtingen nakomen. Zo liep hij achter de kist van zijn oom, koning George VI, op diens staatsbegrafenis in 1952. Ook was hij een jaar later aanwezig bij de kroning van zijn nicht, koningin Elizabeth II.

## Huwelijk en gezin
Edward trouwde op 8 juni 1961 in York met Katharine Worsley. Door het huwelijk kreeg zij de titel “Hare Koninklijke Hoogheid De Hertogin van Kent”, al noemt ze zich sinds 2002 liever “Katharine Kent” of “Katharine, Hertogin van Kent”. Katharine bekeerde zich in 1994 tot de Rooms-Katholieke Kerk. In 2001 volgde hun jongste zoon haar voorbeeld. Edward en Katharine wonen in het Wren House, Kensington Palace, Londen. Ze kregen vier kinderen:
- George (geboren in 26 juni 1962), Graaf van St. Andrews
- Helen (geboren in 28 april 1964)
- Nicholas (geboren in 25 juli 1970)
- Doodgeboren kind (1977)

## Carrière
Na Edwards studie aan Sandhurst is hij naar verschillende landen uitgezonden. Zo was hij van 1962 tot 1963 gelegerd in Hongkong en stond hij in 1970 aan het hoofd van een eskadron in Cyprus. In 1976 ging Edward met pensioen met de rang van luitenant-kolonel. Na zijn pensioen werd hij in 1983 nog gepromoveerd tot generaal-majoor en in 1993 tot veldmaarschalk.
Edward heeft zijn nicht, koningin Elizabeth, gedurende vijftig jaar gerepresenteerd bij officiële gelegenheden als de onafhankelijkheidsvieringen van Sierra Leone, Oeganda, Guyana en Gambia. Bovendien trad hij op als regent tijdens haar afwezigheid. Edward heeft ook op handelsvlak diverse malen voor de Engelse regering opgetreden.
Edward is ook president van verschillende organisaties. Edward was van 1969 tot en 2021 president van de All England Lawn Tennis and Croquet Club de organisator van het tennistoernooi Wimbledon, een functie die hij van zijn moeder heeft overgenomen.  Ieder jaar reikte Edward zowel de beker (prijs van het mannenkampioenschap) als de schaal (prijs van het vrouwenkampioenschap) uit.
Edward is grootmeester van de Engelse Vrijmetselarij. Daarnaast is Edward grootmeester van de Orde van Sint-Michaël en Sint-George.